# Listă de filme de groază din 2017
Aceasta este o listă de filme de groază din 2017.
| Titlu                                                          | Regizor                                                       | Distribuție                                                          | Țară                                                                               | Note                   |
| -------------------------------------------------------------- | ------------------------------------------------------------- | -------------------------------------------------------------------- | ---------------------------------------------------------------------------------- | ---------------------- |
| Alien: Covenant                                                | Ridley Scott                                                  | Michael Fassbender, Katherine Waterston, Billy Crudup                | Regatul Unit al Marii Britanii și al Irlandei de Nord · Statele Unite ale Americii | Science fiction horror |
| Annabelle 2                                                    | David F. Sandberg                                             | Stephanie Sigman, Anthony LaPaglia, Miranda Otto                     | Statele Unite ale Americii                                                         | [ 2 ]                  |
| The Belko Experiment                                           | Greg McLean                                                   | John Gallagher Jr., Tony Goldwyn, David Del Rio                      | Statele Unite ale Americii                                                         | [ 3 ]                  |
| The Bye Bye Man                                                | Stacy Title                                                   | Doug Jones, Douglas Smith, Michael Trucco                            | Statele Unite ale Americii                                                         | [ 4 ]                  |
| Cult of Chucky                                                 | Don Mancini                                                   | Fiona Dourif, Brad Dourif, Jennifer Tilly                            | Statele Unite ale Americii                                                         | [ 5 ] [ 6 ]            |
| The Dark Tapes                                                 |                                                               |                                                                      | Statele Unite ale Americii                                                         | [ 7 ]                  |
| The Evil Within                                                | Andrew Getty                                                  | Frederick Koehler, Michael Berryman, Sean Patrick Flanery            | Statele Unite ale Americii                                                         | [ 8 ]                  |
| Happy Death Day                                                | Christopher Landon                                            | Jessica Rothe, Israel Broussard, Ruby Modine                         | Statele Unite ale Americii                                                         | [ 9 ]                  |
| Get Out                                                        | Jordan Peele                                                  | Daniel Kaluuya, Allison Williams, Catherine Keener, Bradley Whitford | Statele Unite ale Americii                                                         | [ 10 ] [ 11 ]          |
| It                                                             | Andrés Muschietti                                             | Jaeden Lieberher, Bill Skarsgård                                     | Statele Unite ale Americii                                                         | [ 12 ] [ 13 ]          |
| Jackals                                                        | Kevin Greutert                                                | Deborah Kara Unger,Johnathon Schaech,Chelsea Ricketts                | N/A                                                                                | [ 14 ]                 |
| Jeepers Creepers 3                                             | Victor Salva                                                  | Victor Salva, Stan Shaw, Meg Foster                                  | Statele Unite ale Americii                                                         | [ 15 ]                 |
| Jigsaw                                                         | The Spierig Brothers                                          | Laura Vandervoort, Callum Keith Rennie, Brittany Allen               | Statele Unite ale Americii                                                         | [ 16 ]                 |
| Kuso                                                           | Flying Lotus                                                  | Tim Heidecker, George Clinton, Hannibal Buress                       | Statele Unite ale Americii                                                         | [ 17 ]                 |
| Leatherface                                                    | Julien Maury and Alexandre Bustillo                           | Stephen Dorff, Lili Taylor, Finn Jones                               | Statele Unite ale Americii                                                         | [ 18 ]                 |
| Mother! (Mamă!)                                                | Darren Aronofsky                                              | Jennifer Lawrence, Ed Harris, Michelle Pfeiffer                      | Statele Unite ale Americii                                                         | [ 19 ]                 |
| Patient Zero                                                   | Stefan Ruzowitzky                                             | Matt Smith, Natalie Dormer, Stanley Tucci                            | ,                                                                                  | [ 20 ] [ 21 ]          |
| Phoenix Forgotten                                              | Justin Barber                                                 | Florence Hartigan, Cyd Strittmatter, Ana DelaCruz                    | Statele Unite ale Americii                                                         | [ 22 ]                 |
| Pitchfork                                                      | Glenn Douglas Packard                                         | Daniel Wilkinson, Brian Raetz, Lindsey Nicole, Ryan Moore            | Statele Unite ale Americii                                                         | [ 23 ]                 |
| Rings                                                          | F. Javier Gutiérrez                                           | Matilda Lutz, Alex Roe, Johnny Galecki                               | Statele Unite ale Americii                                                         | [ 24 ] [ 25 ] [ 26 ]   |
| The Killing of a Sacred Deer                                   | Yorgos Lanthimos                                              | Barry Keoghan, Colin Farrell, Nicole Kidman                          | Republica Irlanda · Regatul Unit al Marii Britanii și al Irlandei de Nord          | [ 27 ]                 |
| Underworld: Blood Wars (Lumea de Dincolo: Războaie Sângeroase) | Anna Foerster                                                 | Kate Beckinsale, Theo James, Lara Pulver, Bradley James              | Statele Unite ale Americii                                                         | [ 28 ] [ 29 ]          |
| Unlisted Owner                                                 | Jed Brian                                                     | Gavin Groves, Andrea Potts, Tyler Landers, Levi Atkins               | Statele Unite ale Americii                                                         | [ 30 ] [ 31 ]          |
| Vampire Cleanup Department                                     | Yan Pak-wing, Chiu Sin-hang                                   | Babyjohn Choi, Chin Siu-ho, Lin Min-chen                             | Hong Kong                                                                          | [ 32 ] [ 33 ]          |
| XX                                                             | Roxanne Benjamin, Annie Clark, Karyn Kusama, Jovanka Vuckovic | Melanie Lynskey, Christina Kirk, Kyle Allen                          | Statele Unite ale Americii                                                         | [ 34 ]                 |